# دافي جاكوبس
دافي جاكوبس (4 نوفمبر 1982 في جنوب أفريقيا - ) (بالإنجليزية: Davy Jacobs)‏ هو لاعب كريكت جنوب أفريقي. لعب مع مومباي إنديانز ونادي مقاطعة نورثامبتونشير للكريكت ‏ وEastern Province (cricket team) ‏ وFree State (cricket team) ‏ وNorth West (cricket team) ‏.

## وصلات خارجية
- دافي جاكوبس على موقع إي آس بي آن كريك إنفو (الإنجليزية)